# Lamonzie-Saint-Martin
Lamonzie-Saint-Martin é uma comuna francesa na região administrativa da Nova Aquitânia, no departamento Dordonha. Estende-se por uma área de 20,72 km². Em 2010 a comuna tinha 2 600 habitantes (densidade: 125,5 hab./km²).